# Срби - руски војни заповедници
Срби - руски војни заповедници: од времена Петра Великог до Октобарске револуције јесте историографски лексикон мр Душана М. Бапца, објављена 2017. године у издању Медија центра Одбрана Министарства одбране Републике Србије. У њему је сакупљено преко 50 биографија Срба који су се налазили у руској војсци.

## Аутор
Душан М. Бабац (1969) је српски магистар геолошких наука, хералдичар, публициста, члан крунског већа Александра Карађорђевића и директор Фонда Краљевски двор. Његов отац је филмски теоретичар и редитељ Марко Бабац, а деда је био пешадијски мајор Југословенске војске и помоћник команданта београдских корпуса ЈВуО током Другог светског рата генералштабног мајора Жарка Тодоровића Валтера. Један је од водећих српских војних публициста и аутор је неколико десетина монографија из српске војне историје, од којих је највећи део објавио Медија центра Одбрана Министарства одбране Републике Србије.

## Опис
У књизи је дат хронолошки преглед око 60 биографија најистакнутијих официра српског порекла, који су служили Руску империју, али и били у редовима бољшевичких снага током Октобарске револуције.
Књига показује учешће Срба у готово свим значајним ратовима са Аустријом, Наполеоновим ратовима (Отаџбинском рату), Руско-јапанском рату, Првом светском рату и Руском грађанском рату.
Објављена је 2017. године у издању Медија центра Одбрана Министарства одбране Републике Србије.